# (868) Lova
(868) Lova ist ein Asteroid des Hauptgürtels, der am 26. April 1917 vom deutschen Astronomen Max Wolf in Heidelberg entdeckt wurde.
Die Herkunft des Namens ist nicht bekannt.